# Csatár
Csatár [čatár] je obec v Maďarsku v župě Zala, spadající pod okres Zalaegerszeg. Nachází se na území Zalské pahorkatiny (konkrétně její části Egerszeg-Letenyei), asi 9 km jihovýchodně od Zalaegerszegu a asi 227 km jihozápadně od Budapešti. V roce 2023 zde žilo 546 obyvatel.
Kromě hlavní části spadají pod obec také osady Kiscsatár a Szélföld. V Csatáru se nachází kostel Neposkvrněného početí Panny Marie, kostel se rovněž nachází i v Szélföldu. Obcí protéká potok Csörgő-patak, který se vlévá do nedaleko protékajícího potoka Felső-Válicka. Na tomto potoce se nachází bezejmenná vodní nádrž. Pomocí místní silnice je Csatár napojen na hlavní silnici 74. Železniční zastávka je v nedaleké obci Bocfölde.
V 11. století bylo v Csatáru benediktinské opatství, které založil Martin Gutkeled a jeho manželka Magdaléna. Vznikla zde Csatárská neboli Gutkeledova bible.

## Sousední obce
| Růžice kompasu |          | Zalaegerszeg (čtvrť Botfa) |         | Růžice kompasu |
| Růžice kompasu | Bocfölde | Sever                      |         | Růžice kompasu |
| Růžice kompasu | Bocfölde | Csatár                     |         | Růžice kompasu |
| Růžice kompasu | Bocfölde | Jih                        |         | Růžice kompasu |
| Růžice kompasu | Sárhida  |                            | Pölöske | Růžice kompasu |